# Nevado del Huila
Der Nevado del Huila [neˈβaðo ðel ˈwila] ist ein aktiver Vulkan der Zentralkordillere Kolumbiens mit einer Höhe von 5364 m. Anderen, veralteten Quellen zufolge ist er mit 5750 m wesentlich höher. Dergleichen unterschiedliche Angaben zur Höhe von Vulkanen hängen meist mit ihrem jeweiligen Zustand zu einem bestimmten Zeitpunkt zusammen. Durch Eruptionen verändert sich die Höhe solcher Berge ständig.
Er liegt im Süden Kolumbiens in einem Nationalpark gleichen Namens. Er liegt auf dem Gebiet der Gemeinden Teruel im Departamento Huila, Páez in Cauca und Planadas in Tolima. Seine ausgedehnte Gipfelvergletscherung verdankt er dem Niederschlagsreichtum der Region; allerdings sind die Gletscher auch hier im Rückgang begriffen.
Der Nevado del Huila ist der höchste derzeit aktive Vulkan auf der Nordhalbkugel. Nachdem bereits am 15. April 2008 Aktivität beobachtet worden war, forderte der letzte Ausbruch am 20. November 2008 mehrere Todesopfer als Folge von Erdrutschen.
Der Nevado del Huila gilt für das umliegende, von Páez-Indianern dünn besiedelte Gebiet als besonders gefährlich. Bei einem größeren Ausbruch wären ähnliche Schlammlawinen zu befürchten wie in Yungay und Armero. Auch eine Gefährdung der südwestlich gelegenen Großstadt Popayán ist nicht auszuschließen. Im Jahr 2007 galt für den Vulkan die Alarmstufe Orange (möglicher Ausbruch in Tagen oder Wochen), im Jahr 2023 Gelb.
Aufgrund seiner entlegenen Lage wird der Nevado del Huila selten besucht. Er liegt 80 Kilometer nordöstlich des Vulkans Puracé und 230 Kilometer südlich des Vulkans Nevado del Ruiz.

## Ausbrüche

### Ausbruch 2007
Am 18. April 2007 brach der Vulkan zweimal aus und verursachte Lawinen, die in den Río Paez einbrachen. Dies ließ die Wasserstände entlang des Río Magdalena ansteigen. Mehr als 4.000 Menschen wurden evakuiert, ohne dass Verluste gemeldet wurden.

### Aktivität und Ausbruch 2008
Der Nevado del Huila wurde im März 2008 wieder aktiv. Nach einer Vielzahl von Erdbeben im Inneren des Vulkans erklärten die kolumbianischen Behörden am 18. März Alarmstufe gelb. Die Alarmstufe wurde am 29. März auf orange erhöht. Dies bedeutete, dass ein Ausbruch innerhalb von zwei Wochen zu erwarten war. Am 14. April 2008 um 23:08 Uhr fand ein Ascheausbruch statt, der die Regierung veranlasste, die Alarmstufe rot auszulösen und 13.000 bis 15.000 Menschen aus der Umgebung des Berges zu evakuieren. Die Alarmstufe rot wurde am 16. April nach verminderter Aktivität wieder auf orange gesenkt.

### Ausbruch im November 2008

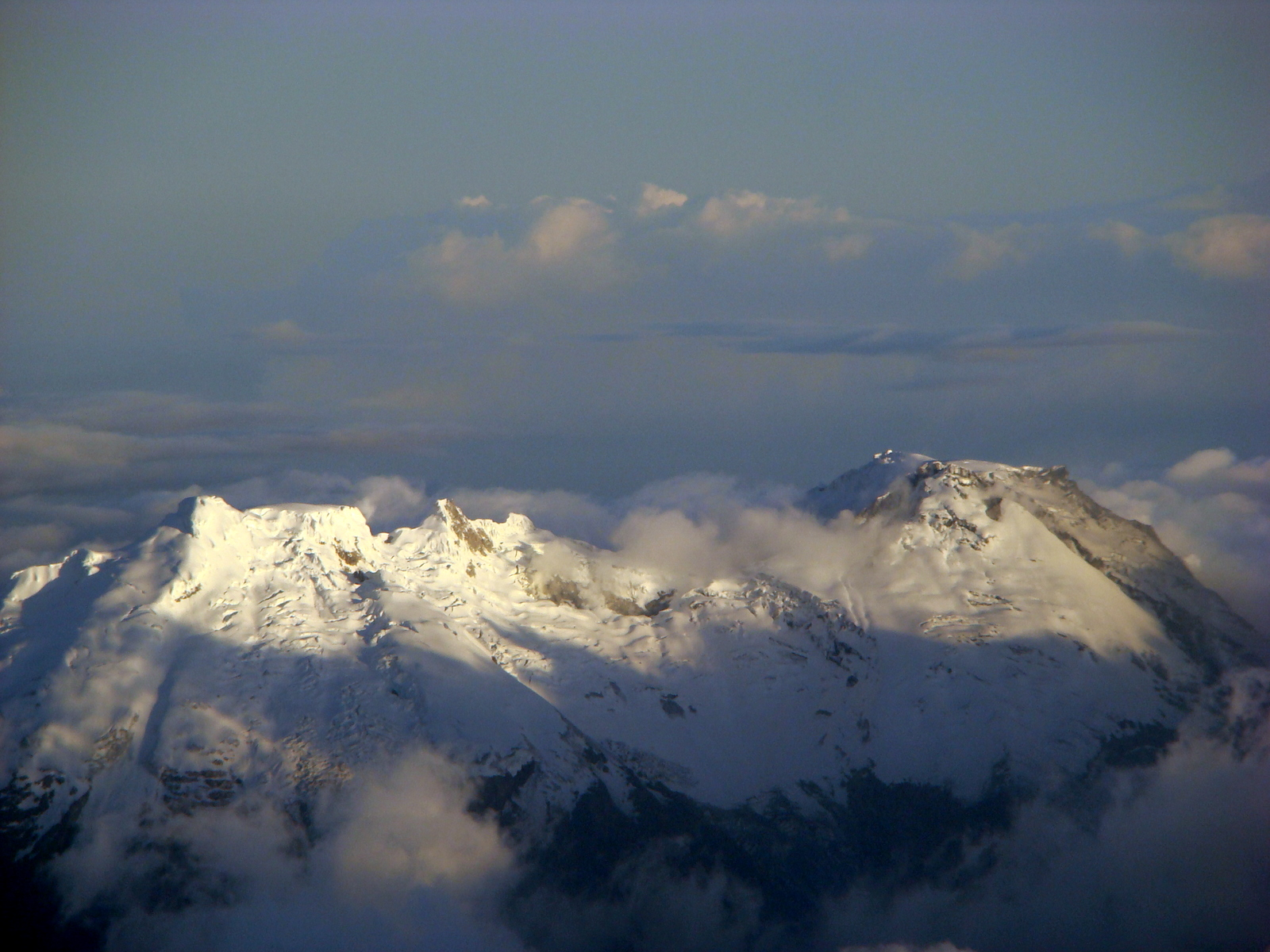
Der Nevado del Huila im Abendlicht, aufgenommen auf einem Flug von Popayán nach Bogotá. Es ist deutlich der Gletschersturz nach einem Ausbruch im November 2008 zu erkennen.

Am 20. November 2008 brach der Vulkan laut dem Kolumbianischen Institut für Geologie und Bergbau um 02:45 Uhr GMT (um 21:45 Uhr Ortszeit) aus. Eine sofortige groß angelegte Evakuierung wurde von den kolumbianischen Behörden eingeleitet, die die Bewohner einiger Städte angeblich ablehnten.
Am 23. November 2008 teilte die BBC News unter Berufung auf die kolumbianischen Behörden mit, dass der Ausbruch zehn Todesopfer gefordert habe. 12.000 Anwohner wurden evakuiert und die Rettungsdienste konnten viele der abgelegeneren betroffenen Orte nicht erreichen.
Der Ausbruch hatte eine Lawine aus Erde und Schutt ausgelöst, die Häuser, Brücken und Ernten auf Plantagen zerstörte. Die drei kleinen Städte Paicol, La Plata und Belalcázar entlang des Río Páez waren vom Ausbruch betroffen.

## Gletscher

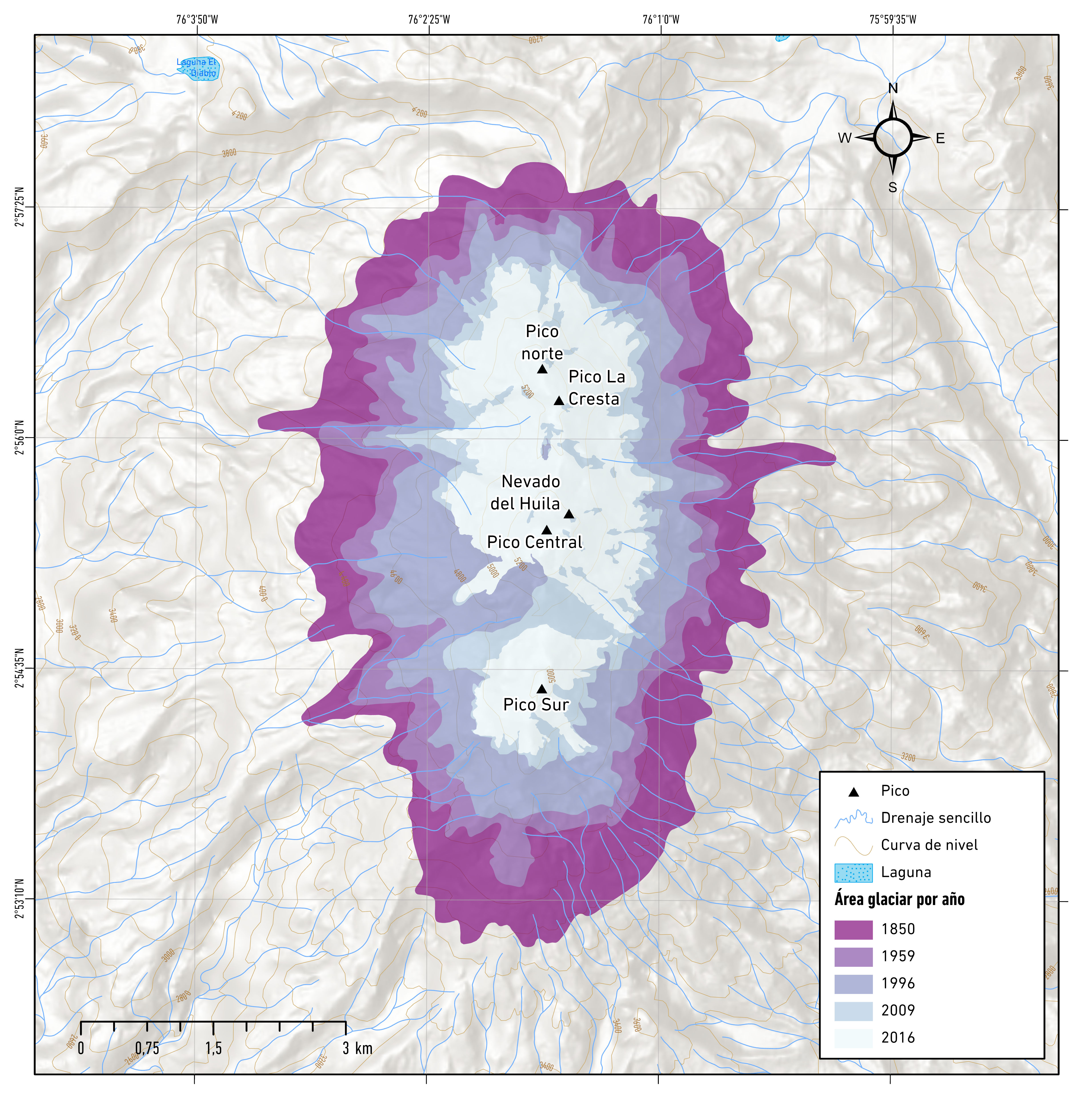
Gletscherrückgang 1850–2016

Die Gipfel des Nevado del Huila sind vergletschert. Sie entwässern über den Rio Páez in den Río Magdalena. Im Jahr 2022 betrug die vergletscherte Fläche 6,5 km² und machte damit etwa 18 % der Gletscherfläche Kolumbiens aus. Die Gletscher des Nevado del Huila sind von der gegenwärtigen Gletscherschmelze betroffen: Mitte des 20. Jahrhunderts betrug deren Fläche noch 17,5 km². Das Gletschereis, das einstmals eine geschlossene Fläche um die Gipfel bildete, ist in zwei Teilflächen zerfallen: Eine um Zentral- und Nordgipfel und eine kleinere um den Südgipfel.